# Cretonemonyx longirostris
Cretonemonyx longirostris là một loài bọ cánh cứng trong họ Nemonychidae. Loài này được Gratshev & Legalov miêu tả khoa học đầu tiên năm 2009.